# M&G Scuola Pallavolo 2022-2023
Questa voce raccoglie le informazioni riguardanti la M&G Scuola Pallavolo nelle competizioni ufficiali della stagione 2022-2023.

## Stagione
Nella stagione 2022-23 la M&G Scuola Pallavolo assume la denominazione sponsorizzata di Videx Yuasa Grottazzolina.
Partecipa per la quarta volta alla Serie A2, chiudendo la regular season di campionato al decimo posto in classifica.
A seguito del quinto posto in classifica al termine del girone di andata della regular season, partecipa alla Coppa Italia di Serie A2 venendo eliminata nei quarti di finale dall'Olimpia Bergamo.

## Organigramma societario
Area direttiva
- Presidente: Rossano Romiti
- Vicepresidente: Claudio Laconi
- Direttore Sportivo: Rossano Romiti
- Team Manager: Ferdinando Moretti
- Segreteria Generale: Rossano Romiti
- Dirigente Accompagnatore: Stefano Scalella
- Addetto Arbitri: Luigi Benedetti
- Responsabile Settore Giovanile: Massimiliano Ortenzi

Area tecnica
- Allenatore: Massimiliano Ortenzi
- Allenatore in seconda: Mattia Minnoni
- Assistente allenatore: Andrea Nicolini
- Scout Man: Gabrio Piozzi

Area comunicazione
- Responsabile comunicazione: Valerio Finucci
- Relazioni Esterne: Rossano Romiti
- Addetto Stampa: Riccardo Minnucci, Michael Gambini
- Telecronista: Roberto Tegazzi
- Grafica: Lucia Sandroni
- Fotografo: Fabio Verducci
- Speaker: Claudio Marcaccio
- Social Media Manager: Dania Spinosi

Area marketing
- Responsabile Marketing: Claudio Bonini

Area sanitaria
- Medico: Giorgio Nesca
- Preparatore Atletico: Francesco Pison
- Ortopedico: Auro Caraffa
- Fisioterapista: Michele Del Bello, Riccardo Ercoli

## Rosa
| N° | Nome               | Ruolo | Data di nascita   | Nazionalità sportiva |
| -- | ------------------ | ----- | ----------------- | -------------------- |
| 2  | Giacomo Giorgini   | L     | 28 agosto 2002    | Italia               |
| 3  | Marco Cubito       | C     | 25 aprile 1992    | Italia               |
| 4  | Riccardo Vecchi    | S     | 1º aprile 1996    | Italia               |
| 5  | Leonardo Focosi    | C     | 22 aprile 2000    | Italia               |
| 6  | Francesco Pison    | P     | 21 febbraio 1988  | Italia               |
| 7  | Filippo Bartolucci | C     | 23 luglio 2003    | Italia               |
| 8  | Rasmus Nielsen     | S     | 22 maggio 1994    | Danimarca            |
| 9  | Federico Ferrini   | S     | 19 gennaio 1994   | Italia               |
| 10 | Manuele Mandolini  | S     | 18 giugno 1990    | Italia               |
| 11 | Dušan Bonačić      | S     | 19 luglio 1995    | Cile                 |
| 12 | Andrea Romiti      | P     | 7 febbraio 2007   | Italia               |
| 13 | Diego Foresi       | L     | 13 dicembre 2007  | Italia               |
| 14 | Alejandro Rizo     | S     | 21 settembre 1990 | Cuba                 |
| 15 | Manuele Marchiani  | P     | 5 aprile 1989     | Italia               |
| 16 | Mattia Leli        | S     | 26 ottobre 2004   | Italia               |
| 17 | Mattia Minnoni     | S     | 24 marzo 1981     | Italia               |
| 18 | Roberto Romiti     | L     | 27 gennaio 1983   | Italia               |

## Mercato
| Acquisti | Acquisti           | Acquisti    | Acquisti   |
| R.       | Nome               | da          | Modalità   |
| -------- | ------------------ | ----------- | ---------- |
| C        | Filippo Bartolucci | Virtus Fano | definitivo |
| S        | Dušan Bonačić      | Ciudad      | definitivo |
| S        | Federico Ferrini   | Ankon       | definitivo |
| L        | Giacomo Giorgini   | Lube        | definitivo |
| S        | Alejandro Rizo     | Al-Jahra    | definitivo |

| Cessioni | Cessioni           | Cessioni | Cessioni   |
| R.       | Nome               | a        | Modalità   |
| -------- | ------------------ | -------- | ---------- |
| S        | Paolo Cascio       | Bari     | definitivo |
| S        | Federico Giacomini | Alessano | definitivo |
| C        | Filippo Lanciani   | Cuneo    | definitivo |
| S        | Manuel Mandolini   | -        | svincolato |
| L        | Valerio Mercuri    | ?        | ?          |

## Risultati

### Serie A2

#### Girone di andata
| 1ª Giornata - 9 ottobre 2022 Palasport Grottazzolina, Grottazzolina    | M&G               | 2 - 3 | New Mater           | 25-23, 15-25, 16-25, 25-15, 13-15 |
| 2ª Giornata - 16 ottobre 2022 PalaMaiata, Vibo Valentia                | Callipo           | 3 - 0 | M&G                 | 25-15, 25-21, 25-19               |
| 3ª Giornata - 19 ottobre 2022 Palasport Grottazzolina, Grottazzolina   | M&G               | 3 - 2 | Lupi Santa Croce    | 15-25, 25-22, 25-23, 22-25, 15-11 |
| 4ª Giornata - 23 ottobre 2022 PalaBigi, Reggio nell'Emilia             | Tricolore         | 2 - 3 | M&G                 | 25-19, 25-22, 23-25, 21-25, 11-15 |
| 5ª Giornata - 29 ottobre 2022 PalaBarbazza, San Donà di Piave          | Motta             | 0 - 3 | M&G                 | 23-25, 22-25, 20-25               |
| 6ª Giornata - 6 novembre 2022 Palasport Grottazzolina, Grottazzolina   | M&G               | 3 - 2 | Rinascita Lagonegro | 20-25, 25-23, 22-25, 25-22, 15-11 |
| 7ª Giornata - 12 novembre 2022 PalaPrata, Prata di Pordenone           | Prata             | 3 - 2 | M&G                 | 25-22, 25-20, 20-25, 19-25, 15-9  |
| 8ª Giornata - 20 novembre 2022 Palasport Grottazzolina, Grottazzolina  | M&G               | 3 - 1 | Olimpia Bergamo     | 25-20, 25-20, 23-25, 25-22        |
| 9ª Giornata - 27 novembre 2022 PalaSanFilippo, Brescia                 | Atlantide Brescia | 3 - 0 | M&G                 | 26-24, 25-16, 25-19               |
| 10ª Giornata - 4 dicembre 2022 Palazzetto dello Sport, Porto Viro      | Porto Viro        | 0 - 3 | M&G                 | 21-25, 21-25, 21-25               |
| 11ª Giornata - 8 dicembre 2022 Palasport Grottazzolina, Grottazzolina  | M&G               | 3 - 0 | Cuneo               | 25-22, 25-19, 25-15               |
| 12ª Giornata - 11 dicembre 2022 Palasport Grottazzolina, Grottazzolina | M&G               | 3 - 2 | Porto Robur Costa   | 18-25, 25-18, 23-25, 28-26, 15-12 |
| 13ª Giornata - 18 dicembre 2022 PalaFrancescucci, Casnate con Bernate  | Libertas Brianza  | 3 - 1 | M&G                 | 29-27, 23-25, 29-27, 25-15        |

#### Girone di ritorno
| 14ª Giornata - 26 dicembre 2022 PalaGrotte, Castellana Grotte          | New Mater           | 3 - 0 | M&G               | 25-19, 25-20, 25-19               |
| 15ª Giornata - 8 gennaio 2023 Palasport Grottazzolina, Grottazzolina   | M&G                 | 1 - 3 | Callipo           | 25-17, 18-25, 17-25, 20-25        |
| 16ª Giornata - 15 gennaio 2023 PalaParenti, Santa Croce sull'Arno      | Lupi Santa Croce    | 3 - 1 | M&G               | 25-22, 25-23, 22-25, 27-25        |
| 17ª Giornata - 22 gennaio 2023 Palasport Grottazzolina, Grottazzolina  | M&G                 | 3 - 2 | Tricolore         | 25-20, 25-23, 23-25, 25-27, 18-16 |
| 18ª Giornata - 28 gennaio 2023 Palasport Grottazzolina, Grottazzolina  | M&G                 | 1 - 3 | Motta             | 15-25, 25-17, 27-29, 23-25        |
| 19ª Giornata - 12 febbraio 2023 Palasport Villa D'Agri, Marsicovetere  | Rinascita Lagonegro | 3 - 0 | M&G               | 25-23, 25-18, 25-18               |
| 20ª Giornata - 19 febbraio 2023 Palasport Grottazzolina, Grottazzolina | M&G                 | 3 - 2 | Prata             | 25-19, 29-31, 14-25, 25-17, 15-13 |
| 21ª Giornata - 25 febbraio 2023 Palazzetto dello Sport, Bergamo        | Olimpia Bergamo     | 2 - 3 | M&G               | 25-20, 25-17, 26-28, 20-25, 12-15 |
| 22ª Giornata - 5 marzo 2023 Palasport Grottazzolina, Grottazzolina     | M&G                 | 3 - 1 | Atlantide Brescia | 25-18, 25-27, 25-19, 25-21        |
| 23ª Giornata - 12 marzo 2023 Palasport Grottazzolina, Grottazzolina    | M&G                 | 0 - 3 | Porto Viro        | 20-25, 17-25, 19-25               |
| 24ª Giornata - 19 marzo 2023 PalaCastagnaretta, Cuneo                  | Cuneo               | 3 - 0 | M&G               | 25-19, 25-23, 25-22               |
| 25ª Giornata - 26 marzo 2023 PalaCosta, Ravenna                        | Porto Robur Costa   | 3 - 0 | M&G               | 25-19, 25-12, 25-15               |
| 26ª Giornata - 2 aprile 2023 Palasport Grottazzolina, Grottazzolina    | M&G                 | 3 - 1 | Libertas Brianza  | 19-25, 25-15, 25-21, 25-20        |

### Coppa Italia di Serie A2
| Quarti di finale - 29 dicembre 2022 Palazzetto dello Sport, Bergamo | Olimpia Bergamo | 3 - 0 | M&G | 25-16, 25-22, 25-15 |

## Statistiche

### Statistiche di squadra
| Competizione             | Punti | In casa | In casa | In casa | In trasferta | In trasferta | In trasferta | Totale | Totale | Totale |
| Competizione             | Punti | G       | V       | P       | G            | V            | P            | G      | V      | P      |
| ------------------------ | ----- | ------- | ------- | ------- | ------------ | ------------ | ------------ | ------ | ------ | ------ |
| Serie A2                 | 34    | 13      | 9       | 4       | 13           | 4            | 9            | 26     | 13     | 13     |
| Coppa Italia di Serie A2 |       | 0       | 0       | 0       | 1            | 0            | 1            | 1      | 0      | 1      |
| Totale                   | -     | 13      | 9       | 4       | 14           | 4            | 10           | 27     | 13     | 14     |

G = partite giocate; V = partite vinte; P = partite perse 

### Statistiche dei giocatori
| Giocatore     | Serie A2 | Serie A2 | Serie A2 | Serie A2 | Serie A2 | Coppa Italia di Serie A2 | Coppa Italia di Serie A2 | Coppa Italia di Serie A2 | Coppa Italia di Serie A2 | Coppa Italia di Serie A2 | Totale | Totale | Totale | Totale | Totale |
| Giocatore     | P        | PT       | AV       | MV       | BV       | P                        | PT                       | AV                       | MV                       | BV                       | P      | PT     | AV     | MV     | BV     |
| ------------- | -------- | -------- | -------- | -------- | -------- | ------------------------ | ------------------------ | ------------------------ | ------------------------ | ------------------------ | ------ | ------ | ------ | ------ | ------ |
| F. Bartolucci | 26       | 199      | 140      | 45       | 14       | 1                        | 2                        | 1                        | 0                        | 1                        | 27     | 201    | 141    | 45     | 15     |
| D. Bonačić    | 23       | 213      | 188      | 12       | 13       | 1                        | 0                        | 0                        | 0                        | 0                        | 24     | 213    | 188    | 12     | 13     |
| M. Cubito     | 25       | 158      | 106      | 48       | 4        | 1                        | 1                        | 0                        | 1                        | 0                        | 26     | 159    | 106    | 49     | 4      |
| F. Ferrini    | 25       | 39       | 31       | 4        | 4        | 1                        | 7                        | 6                        | 1                        | 0                        | 26     | 46     | 37     | 5      | 4      |
| L. Focosi     | 18       | 25       | 17       | 6        | 2        | 1                        | 1                        | 1                        | 0                        | 0                        | 19     | 26     | 18     | 6      | 2      |
| D. Foresi     | 0        | 0        | 0        | 0        | 0        | -                        | -                        | -                        | -                        | -                        | 0      | 0      | 0      | 0      | 0      |
| G. Giorgini   | 13       | 0        | 0        | 0        | 0        | 0                        | 0                        | 0                        | 0                        | 0                        | 13     | 0      | 0      | 0      | 0      |
| M. Leli       | 2        | 0        | 0        | 0        | 0        | 1                        | 1                        | 0                        | 0                        | 1                        | 3      | 1      | 0      | 0      | 1      |
| M. Mandolini  | 0        | 0        | 0        | 0        | 0        | -                        | -                        | -                        | -                        | -                        | 0      | 0      | 0      | 0      | 0      |
| M. Marchiani  | 26       | 42       | 11       | 19       | 12       | 1                        | 0                        | 0                        | 0                        | 0                        | 27     | 42     | 11     | 19     | 12     |
| M. Minnoni    | 0        | 0        | 0        | 0        | 0        | -                        | -                        | -                        | -                        | -                        | 0      | 0      | 0      | 0      | 0      |
| R. Nielsen    | 26       | 605      | 542      | 26       | 37       | 1                        | 12                       | 11                       | 1                        | 0                        | 27     | 617    | 553    | 27     | 37     |
| F. Pison      | 1        | 0        | 0        | 0        | 0        | 0                        | 0                        | 0                        | 0                        | 0                        | 1      | 0      | 0      | 0      | 0      |
| A. Rizo       | 6        | 79       | 71       | 3        | 5        | -                        | -                        | -                        | -                        | -                        | 6      | 79     | 71     | 3      | 5      |
| A. Romiti     | 0        | 0        | 0        | 0        | 0        | -                        | -                        | -                        | -                        | -                        | 0      | 0      | 0      | 0      | 0      |
| R. Romiti     | 25       | 1        | 1        | 0        | 0        | 1                        | 0                        | 0                        | 0                        | 0                        | 26     | 1      | 1      | 0      | 0      |
| R. Vecchi     | 26       | 223      | 194      | 6        | 23       | 1                        | 7                        | 6                        | 1                        | 0                        | 27     | 230    | 200    | 7      | 23     |

P = presenze; PT = punti totali; AV = attacchi vincenti; MV = muri vincenti; BV = battute vincenti